# Сенжес
Сенжес (порт. Sengés) — муниципалитет в Бразилии, входит в штат Парана. Составная часть мезорегиона Восточно-центральная часть штата Парана. Входит в экономико-статистический микрорегион Жагуариаива. Население составляет 19 835 человек на 2006 год. Занимает площадь 1366,628 км². Плотность населения — 14,5 чел./км².

## История
Город основан в 1934 году.

## Статистика
- Валовой внутренний продукт на 2003 год составляет 152 079 620,00 реалов (данные: Бразильский институт географии и статистики).
- Валовой внутренний продукт на душу населения на 2003 год составляет 8049,95 реалов (данные: Бразильский институт географии и статистики).
- Индекс развития человеческого потенциала на 2000 год составляет 0,718 (данные: Программа развития ООН).

## География
Климат местности: субтропический. В соответствии с классификацией Кёппена, климат относится к категории Cfb.